# Утан
Ута́н — село и железнодорожная станция в Чернышевском районе Забайкальского края России.
Расположен на ветке Чернышевск — Букачача Забайкальской железной дороги, на юге Чернышевского р-на. Административный центр сельского поселения «Утанское».

## География
Расположено по обоим берегам реки Куэнга, в 7 км к северу от Чернышевска.

## История
Основано в середине XVIII века крестьянами, переселенными из Европейской России в 1743 году, которые первоначально были поселены в селе Унда (ныне Балейского района) как горно-заводские, затем как пашенные крестьяне в лесостепную часть долины реки Куэнга, при впадении в неё реки Утан.
С 1851 года поселок станицы Спасской пешего войска ЗКВ, в 1872—1918 годах — 3-го военного отделения Крестьяне переведены в казачье сословие. В 1863 году население составляло 278 чел.
В 1921 году создана одна из первых в Забайкалье коммуна «Передовой крестьянин», которая к 1930 году охватила 10 сел, но в апреле 1930 года распалась. В 1930 организована СХА «Хлебороб». В 1931 году оставшиеся в коммуне хозяйства и артель объединились в колхоз им. И. В. Сталина. В ходе проводимой политики раскулачивания только в 1931 году из Утана выселено 36 семей (117 чел.). В 1932 году создана Чернышевская МТС.
С 1932 года административный центр Утанского сельсовета.
В 1961 году колхоз получил название им. XXII партсъезда. В августе 1992 году преобразован в ТОО «Утанское», в июне 2002 ликвидирован. Группой пайщиков ТОО на базе животноводческой фермы организован СПК «Заречный». Действует ОАО «Агрохимик». Восстановлен маслодельный завод.

## Население
| 1863  | 1989  | 2002  | 2010  | 2012  | 2013  | 2014  |
| ----- | ----- | ----- | ----- | ----- | ----- | ----- |
| 278   | ↗1868 | ↘1703 | ↘1641 | ↘1631 | ↘1630 | ↘1627 |
| 2015  | 2016  | 2017  | 2018  | 2019  | 2020  | 2021  |
| ↗1636 | ↘1635 | ↘1625 | ↘1601 | ↘1589 | ↘1584 | ↘1417 |

## Инфраструктура
Средняя школа (УПК), дом культуры, библиотека, фельдшерско-акушерский пункт.